# 天使のCLOVER
「天使のCLOVER」（てんしのクローバー）は、 愛美の1枚目のシングル。2011年5月3日にポニーキャニオンから発売された。

## 概要
表題曲「天使のCLOVER」は、テレビアニメ『アスタロッテのおもちゃ!』のオープニングテーマに起用されたもので、 ディスクジャケットにはキャラクターデザインの大塚舞によるアスタロッテ・ユグヴァールのイラストがプリントされている。

## 収録曲
1. 天使のCLOVER [3:39]
作詞：大塚利恵、作曲・編曲：村上正芳
テレビアニメ『アスタロッテのおもちゃ!』オープニングテーマ
「ふわっとしたパステルカラーのイメージ」だった「Wonderful World」に比べ本作はよりアニメソング的な「格好良い曲」に仕上がっている。当初は作品の世界観に合わせた優しいイメージで歌うことができず、プロデューサーやスタッフの助言を得てレコーディングが行われたが、乱暴に歌って力みすぎたために苦労したという[1]。
2. Dear… [3:32]
作詞：FLAT5th Rico、作曲：市川淳、編曲：pOlOn
レコーディング時はオーディション仲間や地元の友達をイメージして歌ったという[2]。
3. キミへ [4:31]
作詞：愛美、作曲・編曲：Lu Balz・Michael Africk
愛の気持ちを描いた楽曲で、「キミ」は、今まで愛美を支えてくれた人達をなぞらえている。なおエフェクト風のヴォーカルは、ウィスパーボイスの重ね録りによる[2]。
4. 天使のCLOVER（Instrumental）